# Asociación de Fútbol Cochabamba
La Asociación de Fútbol Cochabamba, es el organismo rector del fútbol en Cochabamba. Se encuentra afiliada a la Asociación Nacional de Fútbol como una de las 9 ligas que integran el sistema de competición a nivel regional en Bolivia.

## Historia
Fue fundada el 18 de abril de 1924. La máxima categoría de Cochabamba es la Primera "A".

## Torneos organizados
| Categoría | Ligas o divisiones       |
| --------- | ------------------------ |
| 1         | Primera A 20 equipos     |
| 2         | Primera B 18 equipos     |
| 3         | 1° de Ascenso 15 equipos |
| 4         | 2° de Ascenso 12 equipos |
| 5         | 3° de Ascenso 6 equipos  |

## Equipos afiliados (2022)
| Clubes en la División Profesional                |              |                          |
| Equipo                                           | Ciudad       | Fundación                |
| Club Atlético Palmaflor                          | Quillacollo  | 10 de septiembre de 2008 |
| Club Deportivo Aurora                            | Cochabamba   | 27 de mayo de 1935       |
| Club Deportivo Jorge Wilstermann                 | Cochabamba   | 24 de noviembre de 1949  |
| Fútbol Club Universitario                        | Vinto        | 23 de marzo de 2005      |
| Primera "A"                                      |              |                          |
| Equipo                                           | Ciudad       | Fundación                |
| Club Deportivo Arauco Prado                      | Cochabamba   | 3 de julio de 1954       |
| Club Deportivo Cultural Ayacucho                 | Cochabamba   | 23 de junio de 1942      |
| Club Deportivo Cala Cala                         | Cochabamba   | 18 de abril de 1947      |
| Club Deportivo Chacacollo                        | Sacaba       | 26 de octubre de 2006    |
| Cochabamba Fútbol Club                           | Cochabamba   | 1 de diciembre de 2010   |
| Escuela de Fútbol Enrique Happ                   | Entre Ríos   | 16 de junio de 1973      |
| Club Deportivo Cultural Estudiantes Quillacollo  | Quillacollo  | 21 de septiembre de 1979 |
| Club Atlético Independiente                      | Cochabamba   | ?                        |
| Club Deportivo Municipal Colcapirhua             | Colcapirhua  | 22 de abril de 1991      |
| Club Municipal Tiquipaya                         | Tiquipaya    | 20 de abril de 1994      |
| Club Deportivo Cultural Nueva Cliza              | Cliza        | 21 de septiembre de 1986 |
| Club Deportivo Pasión Celeste                    | Cochabamba   | 2 de febrero de 2015     |
| Club Real Cochabamba                             | Cochabamba   | 26 de marzo de 2002      |
| Club Deportivo Cultural San Antonio Bulo Bulo    | Entre Ríos   | 31 de octubre de 1962    |
| Club Universitario                               | Cochabamba   | ?                        |
| Club Universitario San Simón                     | Cochabamba   | 23 de julio de 1992      |
| Primera "B"                                      |              |                          |
| Equipo                                           | Ciudad       | Fundación                |
| Club Deportivo Leonor Antezana Nogales           | Cochabamba   | 27 de marzo de 1998      |
| Club Dínamo                                      | Quillacollo  | ?                        |
| Club Deportivo Eduardo Avaroa                    | Cochabamba   | 23 de marzo de 1943      |
| Club Deportivo EMI                               | Cochabamba   | ?                        |
| Club Deportivo Futvalle                          | Cochabamba   | 5 de mayo de 2014        |
| Club de Fútbol Dr. Manuel Ascencio Villarroel    | Cochabamba   | 17 de enero de 1949      |
| Mi Llajta Fútbol Club                            | Cochabamba   | 15 de febrero de 2015    |
| Club Deportivo Morejón del Sur                   | Cochabamba   | 3 de junio de 2008       |
| Olympic Fútbol Club                              | Cochabamba   | 8 de julio de 2010       |
| Oruro Royal Fútbol Club                          | Cochabamba   | 10 de febrero de 1995    |
| Club Deportivo Petrolero                         | Cochabamba   | 15 de febrero de 2013    |
| Club Deportivo Racing                            | Punata       | 12 de septiembre de 1914 |
| Club Deportivo Real Pumas                        | Quillacollo  | ?                        |
| Club Deportivo Santo Domingo                     | Sacaba       | 19 de junio de 1988      |
| Club Deportivo y Cultural Thomas Bata            | Quillacollo  | 28 de octubre de 1941    |
| Club Deportivo Valencia                          | Punata       | enero de 2009            |
| Primera de Ascenso                               |              |                          |
| Equipo                                           | Ciudad       | Fundación                |
| Club Deportivo Alejo Calatayud                   | Cochabamba   | 26 de marzo de 1946      |
| Club Atlético Boca Juniors Cochabamba            | Cochabamba   | 20 de marzo de 2014      |
| Club Atlético Cochabamba                         | Cochabamba   | ?                        |
| Club Deportivo Aurora                            | Cochabamba   | 27 de mayo de 1935       |
| Club Deportivo Beato Salomón                     | Cochabamba   | 16 de noviembre de 2003  |
| Club Deportivo Cruz Blanca F.C.                  | Cochabamba   | ?                        |
| Club Deportivo Cultural Litoral                  | Cochabamba   | ?                        |
| Leones Fútbol Club                               | Cochabamba   | 2 de octubre de 2016     |
| Club Deportivo Mundo Joven                       | Cochabamba   | 12 de octubre de 1976    |
| Club Deportivo Municipal Cochabamba              | Cochabamba   | 22 de julio de 1955      |
| Club Municipal Sacaba                            | Sacaba       | ?                        |
| Club New Players                                 | Cochabamba   | 4 de abril de 1919       |
| Club Deportivo Pelota de Trapo                   | Cochabamba   | 21 de septiembre de 1994 |
| Club Primero de Mayo                             | Cochabamba   | 1980                     |
| Club Salesianos Don Bosco                        | Cochabamba   | 25 de mayo de 1986       |
| Segunda de Ascenso                               |              |                          |
| Equipo                                           | Ciudad       | Fundación                |
| Club Deportivo Alalay                            | Sacaba       | 1 de mayo de 2010        |
| Club Atlético Palmaflor                          | Quillacollo  | 10 de septiembre de 2008 |
| Club Deportivo Bolivianos Juniors                | Cochabamba   | 17 de agosto de 2017     |
| Club Deportivo Jorge Wilstermann                 | Cochabamba   | 24 de noviembre de 1949  |
| Club Sportivo Sacaba                             | Sacaba       | 2012                     |
| Club Deportivo Cultural The Strongest Cochabamba | Cochabamba   | 17 de mayo de 1946       |
| Tercera de Ascenso                               |              |                          |
| Equipo                                           | Ciudad       | Fundación                |
| Alianza Fútbol Club                              | Cochabamba   | marzo de 2019            |
| Club Atlético Francisco Díez                     | Cochabamba   | 14 de marzo de 2016      |
| Club Deportivo Boca Juniors                      | Quillacollo  | 27 de mayo de 1960       |
| Club Deportivo Samuzabety                        | Villa Tunari | 16 de diciembre de 2012  |
| Club Atlético Halcones Pacata                    | Cochabamba   | 25 de noviembre de 2015  |
| Club Hen-Bis Quillacollo                         | Quillacollo  | 23 de marzo de 2013      |
| Club Deportivo Italo Boliviano                   | Cochabamba   | 28 de abril de 2004      |
| Club Deportivo SEDES                             | Cochabamba   | 19 de febrero de 2018    |
| Fútbol Club Universitario                        | Vinto        | 23 de marzo de 2005      |
| Fútbol Club Valle Bajo Sipe Sipe                 | Sipe Sipe    | 23 de julio de 2021      |
| Torneo Interprovincial                           |              |                          |
| Equipo                                           | Ciudad       | Fundación                |
| Club Atlético Real Entre Ríos                    | Entre Ríos   | ?                        |
| Capinota Fútbol Club                             | Capinota     | ?                        |
| Cercado Fútbol Club                              | Cochabamba   | 2022                     |
| Club Deportivo Trópico                           | Villa Tunari | ?                        |
| Club Deportivo y Cultural Gualberto Villarroel   | Punata       | 24 de junio de 1944      |
| Club Deportivo Libertad                          | Quillacollo  | ?                        |
| Club Deportivo Municipal Quillacollo             | Quillacollo  | ?                        |
| Club Deportivo Real Mizque                       | Mizque       | 12 de mayo de 1994       |
| Club Real Trópico                                | Chimoré      | 14 de septiembre de 2010 |
| Fútbol Club San Pedro                            | San Benito   | ?                        |
| Club Deportivo Trans Carrasco                    | Ivirgarzama  | ?                        |
| Otros equipos                                    |              |                          |
| Equipo                                           | Ciudad       | Fundación                |
| Club Atlético Academia de Fútbol Integral        | Quillacollo  | 14 de diciembre de 2016  |
| Nottingham Miedo Fútbol Club                     | Cochabamba   | 20 de septiembre de 2020 |
| Club Deportivo Atlético del Valle                | Punata       | ?                        |
| Club Atlético Todo Fútbol                        | Shinahota    | ?                        |
| Bambinos BL Fútbol Club                          | Cochabamba   | 27 de noviembre de 2017  |
| Club Deportivo Callajchullpa                     | Cochabamba   | ?                        |
| Club Deportivo Cataleya                          | Cochabamba   | ?                        |
| Chapu Cardozo Fútbol Club                        | Cochabamba   | 14 de febrero de 2019    |
| Club Deportivo Comteco                           | Cochabamba   | ?                        |
| Escuela de Fútbol Country Club Cochabamba        | Cochabamba   | ?                        |
| De los Ríos Fútbol Club                          | Cochabamba   | 1 de junio de 2008       |
| Club Deportivo Tunari                            | Cochabamba   | ?                        |
| Club Deportivo Enrique Happ                      | Cochabamba   | 24 de septiembre de 1960 |
| Fútbol Club Ex-Combatientes                      | Cochabamba   | 7 de enero de 2012       |
| Club de Fútbol Exótico Tiquipaya                 | Tiquipaya    | 6 de mayo de 2017        |
| Club Deportivo Gol con Pasión                    | Colcapirhua  | 2016                     |
| Club Deportivo La Cantera R.P.                   | Cochabamba   | 7 de junio de 2013       |
| Club La Salle                                    | Cochabamba   | 19 de marzo de 1950      |
| Club Deportivo y Cultural Libertad y Justicia    | Cochabamba   | 5 de octubre de 2021     |
| Club Nacional Cochabamba                         | Cochabamba   | 1952                     |
| Club Deportivo Precursores Fortaleza             | Cochabamba   | ?                        |
| Roniel Fútbol Club                               | Quillacollo  | ?                        |
| Club Deportivo Sadosa                            | Cochabamba   | 20 de marzo de 2006      |
| Santos Fútbol Club                               | Cochabamba   | 19 de septiembre de 2016 |
| Club Deportivo Sedede                            | Cochabamba   | 19 de febrero de 2019    |
| Fútbol Club Sion United                          | Vinto        | 8 de mayo de 2012        |
| Fútbol Club Spartans                             | Cochabamba   | 6 de marzo de 2017       |
| Club Deportivo Tigres                            | Cochabamba   | 8 de mayo de 2018        |
| Club Deportivo Trapitos                          | Cochabamba   | ?                        |

## Palmarés
Como responsable de las distintas selecciones de Cochabamba la AFC cosechó los siguientes títulos oficiales.

### Selección absoluta
| Competición         |                                                   |                      |
| ------------------- | ------------------------------------------------- | -------------------- |
| Campeonato Nacional | 8 (1926, 1928, 1931, 1939, 1945, 1947, 1948, 1952 | 3 (1927, 1942, 1944) |

## Presidentes
El actual presidente de la Asociación es Pablo Zambrana, quien ejerce el cargo en su primer mandato desde el 5 de enero de 2021, en sucesión de Víctor Vargas.
| Presidente            | País    | Inicio del mandato | Final del mandato | Notas                              | Ref. |
| --------------------- | ------- | ------------------ | ----------------- | ---------------------------------- | ---- |
| Rolando Aramayo       | Bolivia | 2012               | 25-01-2019        |                                    |      |
| Víctor Vargas         | Bolivia | 26-01-2019         | 04-01-2021        | Interino o de transición no electo |      |
| Pablo Zambrana Zamora | Bolivia | 05-01-2021         | Presente          |                                    |      |

### Autoridades
| Miembros              | Cargo              |
| --------------------- | ------------------ |
| Pablo Zambrana Zamora | Presidente         |
| Doris Torrico Camacho | Vicepresidente 1.º |
| Segio Lara García     | director general   |
| Álvaro Sejas Callao   | Director 1.º       |
| Raúl Revollo Castro   | Director 2.º       |
| Juan Manuel Jaimes    | Director 3.º       |